# Saligny-le-Vif
Saligny-le-Vif település Franciaországban, Cher megyében. Lakosainak száma 188 fő (2018. január 1.). Saligny-le-Vif Avord, Baugy, Bengy-sur-Craon, Laverdines és Villequiers községekkel határos.

## Népesség
A település népessége az elmúlt években az alábbi módon változott:
| Lakosok száma | 243  | 178  | 151  | 157  | 159  | 180  | 190  | 185  | 178  | 188  |
|               | 1968 | 1975 | 1982 | 1999 | 2006 | 2011 | 2013 | 2016 | 2017 | 2018 |